# وحدة النشاطات الخاصة
وحدة النشاطات الخاصة، هي قسم ضمن وكالة المخابرات المركزية يضطلع بالعمليات السرية والعمليات شبه العسكرية. حملت الوحدة اسم قسم النشاطات الخاصة قبل العام 2015. تضمّ الوحدة مجموعتين مستقلتين: مجموعة العمليات الخاصة للعمليات شبه العسكرية التكتيكية، ومجموعة العمل السياسية، للأعمال السياسية السرية.
وهكذا فإن مجموعة العمليات الخاصة هي قسمٌ داخل وحدة النشاطات الخاصة مسؤولٌ عن العمليات التي قد تكون سرية أو تلك التي لا تريد الحكومة الأمريكية إظهار مسؤوليتها عنها علنًا. وعلى هذا الأساس، فإن أفراد الوحدة، والذين يُطلق عليهم تسمية ضباط العمليات شبه العسكرية وضباط المهارات المتخصصة، لا يرتدون في العادة الملابس الرسمية الموحدة.
في حال تعرّض أولئك الضباط للانكشاف أثناء قيامهم بمهمة ما، فقد تنكر حكومة الولايات المتحدة صِلتها بهم. تُعتبر مجموعة العمليات الخاصة أشدّ وحدات العمليات الخاصة سريةً داخل الولايات المتحدة، إذ تضم أقل من 100 عميلًا. غالبًا ما تجنّد المجموعة عناصرها من وحدات المهام الخاصة التابعة لقوات العمليات الخاصة الأمريكية.
يشكّل ضباط العمليات شبه العسكرية ضمن مجموعة العمليات الخاصة غالبية عناصر الاستخبارات الذين كُرِّموا بصليب المخابرات للتميّز ونجمة المخابرات خلال النزاعات أو الحوادث التي استلزمت مشاركة وكالة المخابرات المركزية. وهذان الوسامان هما أعلى وثاني أعلى جوائز الشجاعة داخل وكالة المخابرات المركزية تقديرًا للبطولة والتميز في أداء الواجب. كما يمثل عملاء مجموعة العمليات الخاصة ووحدة النشاطات الخاصة غالبية النجوم الموجودة على الجدار التذكاري في مقر وكالة المخابرات المركزية، وهي تُشير إلى مقتل الضابط أثناء الخدمة. الشعار اللاتيني لوحدة النشاطات الخاصة هو: Tertia Optio، والذي يعني «الخيار الثالث»، للدلالة على العمل السري كخيار ثالث في مجال الأمن القومي عندما لا تُجدي الدبلوماسية والعمل العسكري.
أما مجموعة العمل السياسي فهي مسؤولة عن النشاطات السرية ذات الصِلة بالتأثير السياسي، والعمليات النفسية، والحرب الاقتصادية، والحرب الرقمية عبر الإنترنت. بالإضافة لذلك، يمكن للوحدات التكتيكية التابعة لوحدة النشاطات الخاصة تنفيذ عمل سياسي سري أثناء وجودها في بيئات معادية أو محظورة. وعادةً ما تضمّ العملية السرية الكبيرة عدة مقوّمات تشمل العديد من الفئات آنفة الذِكر أو جميعها، بالإضافة إلى العمليات شبه العسكرية. يُلجأ إلى العمليات السرية السياسية و«المؤثرة» لدعم السياسة الخارجية للولايات المتحدة. نظرًا لأن الدعم العلني لأحد عناصر التمرد يمكن أن يأتي بنتائج عكسية بسبب الانطباع السلبي عن الولايات المتحدة في العديد من البلدان، ففي مثل هذه الحالات، تُتيح العمليات السرية للولايات المتحدة تقديم المساعدة دون الإساءة لسمعة المستفيدين منها.

## نبذة عامة
تقدّم وحدة النشاطات الخاصة لمجلس الأمن القومي للولايات المتحدة خيارات بديلة عندما تصبح الإجراءات العسكرية و/أو الدبلوماسية العلنية غير ممكنة التنفيذ أو غير مجدية سياسيًا. يمكن إسناد المهامّ لوحدة النشاطات الخاصة مباشرة من طرف الرئيس أو مجلس الأمن القومي بتوجيه من الرئيس، بخلاف القوات الأمريكية الخاصة الأخرى. عدد أعضاء وحدة النشاطات الخاصة ومجموعة العمليات الخاصة أقل بكثير من أفراد معظم وحدات المهمات الخاصة الأخرى، مثل فرقة العمليات الأولى للقوات الخاصة التابعة للجيش الأمريكي –قوة دلتا، أو مجموعة تطوير الحرب الخاصة البحرية.
باعتبارها ذراع عمل مديرية العمليات التابعة لوكالة المخابرات المركزية، تنفّذ وحدة النشاطات الخاصة/مجموعة العمليات الخاصة مهام عمل مباشرة، مثل الغارات، والكمائن، والتخريب المتعمد، والقتل المستهدف، والحرب غير التقليدية (على سبيل المثال، تدريب وقيادة وحدات حرب العصابات والوحدات العسكرية من بلدان أخرى خلال القتال). تُجري وحدة النشاطات الخاصة/مجموعة العمليات الخاصة كذلك استطلاعًا خاصًا يمكن أن يكون ذا دوافع عسكرية أو استخباراتية، وينفّذه ضباط شبه عسكريين (يُطلق عليهم أيضًا اسم عناصر شبه عسكريين أو ضباط العمليات شبه العسكرية) عندما يُوجدون في «بيئات محظورة». وضباط العمليات شبه العسكرية هم أيضًا ضباط موظِّفون ومدربون تدريبًا كاملًا (أي «مسؤولو التجسس») وبناءً عليه يُنفّذون عمليات استخبارات بشرية سرية في جميع أنحاء العالم.
كما تشنّ مجموعة العمل السياسي التابعة لوحدة النشاطات الخاصة عمليات نفسية يُمكن إنكارها، تُعرف كذلك باسم الدعاية السوداء، بالإضافة إلى «التأثير الخفي» لتحقيق تغيير سياسي في البلدان الأخرى ضمن رؤية السياسة الخارجية للولايات المتحدة. ويُعتبر التدخل السري في الانتخابات الأجنبية هو أبرز أشكال العمل السياسي لوحدة النشاطات الخاصة. ويشمل ذلك الدعم المالي للمرشحين المرغوب بهم أمريكيًا، والتوجيه الإعلامي، والدعم الفني للعلاقات العامة، وتشجيع المشاركة الانتخابية، أو في جهود التنظيم السياسي، والخبرة القانونية، والحملات الإعلانية، والمساعدة في مراقبة التصويت، وغيرها من الوسائل للعمل المباشر. تتأثر قرارات السياسة بالعملاء، مثل المسؤولين المجنَّدين في الدولة المعنية، وذلك لاتخاذهم القرارات بصفتهم الرسمية التي تعزز أهداف السياسة الأمريكية. بالإضافة إلى ما سبق، ينضوي الاستخدام السري لوسائل الدعاية ضمن آليات تكوين الآراء وتطويرها.
تشمل الدعاية طباعة المنشورات، والجرائد، والمجلات، والكتب، والإذاعة، والتلفزيون، والتي تُجيّر كلها لنقل رسائل الولايات المتحدة المناسبة للمنطقة. وتوسعت هذه التقنيات لتضمّ الإنترنت كذلك. قد يُوظّف الضباط للعمل بوصفهم صحفيين، أو يُجنّد عملاء من ذوي النفوذ، أو تُدار منصات إعلامية، أو تُبثّ قصصٌ إخبارية أو معلومات معينة في أماكن يُبتغى منها أن تجذب انتباه الجمهور، أو يُعمَل على دحض و/أو تشويه سمعة المعلومات المعروفة لدى الجمهور. في مثل هذه الجهود الدعائية، تعني العمليات «السوداء» تلك العمليات التي يجب أن يبقى فيها الجمهور جاهلًا بمصدر المعلومات؛ في حين تُشير العمليات «البيضاء» إلى العمليات التي يقرّ فيها مُطلِق المعلومات بنفسه على العلن؛ وتعني العمليات «الرمادية» تلك التي يُعتَرف فيها بالمصدر بشكل جزئي فحسب.
من الأمثلة على برامج العمل السياسي الحؤول دون فوز الحزب الشيوعي الإيطالي في الانتخابات من العام 1948 حتى أواخر الستينيات من القرن العشرين؛ والإطاحة بالحكومة الإيرانية في العام 1953 وحكومة غواتيمالا في العام 1954؛ وتسليح المتمردين في إندونيسيا في العام 1957؛ وتقديم الأموال والدعم لاتحاد النقابات العمالية «حركة تضامن» (اتحاد نقابة العمال البولندي) بعد فرض الأحكام العرفية في بولندا بعد العام 1981.
أصبح وجود وحدة النشاطات الخاصة معروفًا بصورة أفضل بسبب «الحرب على الإرهاب». ومع بداية خريف العام 2001، وصلت فرق وحدة النشاطات الخاصة/مجموعة العمليات الخاصة شبه العسكرية إلى أفغانستان لمطاردة قادة القاعدة، وتسهيل دخول القوات الخاصة للجيش الأمريكي وقيادة التحالف الشمالي ضد حركة طالبان الحاكمة. كما هزم عناصر وحدة النشاطات الخاصة/مجموعة العمليات الخاصة جماعة أنصار الإسلام في كردستان العراق قبل غزو العراق في العام 2003، ودربوا وأشرفوا على تجهيز وتنظيم وقيادة قوات البيشمركة الكردية لهزيمة الجيش العراقي في شمال العراق. على الرغم من (أو حتى بسبب) كون وحدة النشاطات الخاصة/مجموعة العمليات الخاصة هي الوحدة الأشدّ سرية ضمن قوات العمليات الخاصة الأمريكية، فقد نُشرت عدة كتب تتعلق ببطولات ضباط جهاز المخابرات المركزي شبه العسكريين، مثل كتاب كونبوي وموريسون بعنوان الأقدام باتجاه النار: عمليات السي آي إيه السرية في أندونيسيا، 1957 – 1958، وكتاب ورنر بعنوان إطلاق النار على القمر: قصة حرب أمريكا السرية في لاوس. يعتبر معظم الخبراء وحدة النشاطات الخاصة/مجموعة العمليات الخاصة القوة الضاربة للحرب غير التقليدية، والتي قد تعني إنشاء تمرد في بلد أجنبي أو محاربته.